# (10877) Jiangnan Tianchi
(10877) Jiangnan Tianchi est un astéroïde de la ceinture principale.

## Description
(10877) Jiangnan Tianchi est un astéroïde de la ceinture principale. Il fut découvert le 16 octobre 1996 à Nachikatsuura par Yoshisada Shimizu et Takeshi Urata. Il présente une orbite caractérisée par un demi-grand axe de 2,69 UA, une excentricité de 0,16 et une inclinaison de 5,9° par rapport à l'écliptique.

## Compléments